# Gran Premio de Yugoslavia de Motociclismo de 1975
El Gran Premio de Yugoslavia de Motociclismo de 1976 fue la decimosegunda y última prueba de la temporada 1975 del Campeonato Mundial de Motociclismo. El Gran Premio se disputó el 21 de septiembre de 1975 en el Circuito de Opatija.
La carrera estuvo marcada por la ausencia de la gran mayoría de los mejores pilotes del panorama mundial, ya sea por la peligrosidad del circuito como por el hecho de que la mayoría de títulos ya estaban decididos.

## Resultados 350cc
En 350 c.c., victoria del finlandés Pentti Korhonen, que obtiene la que sería su única victoria en su palmarés. Comn esta triunfo, Korhonen escala hasta la tercera posición de la clasificación general, cuyas dos primeras posiciones a favor de Johnny Cecotto y Giacomo Agostini ya estaba adjudicados.
| Pos. | Piloto             | Equipo        | Tiempo    | Pts. |
| ---- | ------------------ | ------------- | --------- | ---- |
| 1    | Pentti Korhonen    | Yamaha        | 58' 48" 8 | 15   |
| 2    | Otello Buscherini  | Bimota-Yamaha | +1' 12" 8 | 12   |
| 3    | Chas Mortimer      | Maxton-Yamaha | +1' 13" 0 | 10   |
| 4    | Tom Herron         | Yamaha        | +1' 55" 8 | 8    |
| 5    | Franz Kunz         | Yamaha        | +2' 17" 4 | 6    |
| 6    | Billie Henderson   | Yamaha        |           | 5    |
| 7    | Mario Lega         | Yamaha        |           | 4    |
| 8    | Max Wiener         | Yamaha        |           | 3    |
| 9    | János Reisz        | Yamaha        |           | 2    |
| 10   | Peter Baláž        | Yamaha        |           | 1    |
| 11   | Bosse Granath      | Yamaha        |           |      |
| Ret  | Tapio Virtanen     | MZ            | Ret       |      |
| Ret  | Karl Auer          | Yamaha        | Ret       |      |
| Ret  | Dieter Braun       | Yamaha        | Ret       |      |
| Ret  | Patrick Pons       | Yamaha        | Ret       |      |
| Ret  | Víctor Palomo      | SMAC-Yamaha   | Ret       |      |
| Ret  | John Dodds         | Yamaha        | Ret       |      |
| Ret  | Olivier Chevallier | Yamaha        | Ret       |      |
| Ret  | Gérard Choukroun   | Yamaha        | Ret       |      |
| Ret  | Philippe Coulon    | Yamaha        | Ret       |      |
| Ret  | Alex George        | Yamaha        | Ret       |      |
| Ret  | Thierry Tcherine   | Yamaha        | Ret       |      |
| Ret  | Jack Findlay       | Yamaha        | Ret       |      |

## Resultados 250cc
En el cuarto de litro, festival de Yamaha ante la ausencia en este Gran Premio de las HArley-Davidson. En esta tesitura, victoria del alemán Dieter Braun, la única victoria que conseguiría en esta categoría esta temporada.
| Pos. | Piloto             | Equipo        | Tiempo    | Pts. |
| ---- | ------------------ | ------------- | --------- | ---- |
| 1    | Dieter Braun       | Yamaha        | 49' 54" 9 | 15   |
| 2    | Chas Mortimer      | Maxton-Yamaha | +31" 9    | 12   |
| 3    | Patrick Pons       | Yamaha        | +42" 2    | 10   |
| 4    | Harald Bartol      | Yamaha        | +50" 3    | 8    |
| 5    | Otello Buscherini  | Yamaha        | +1' 05" 3 | 6    |
| 6    | Tom Herron         | Yamaha        | +1' 11" 4 | 5    |
| 7    | Leif Gustafsson    | Yamaha        | +1' 13" 3 | 4    |
| 8    | Olivier Chevallier | Yamaha        | +1' 15" 5 | 3    |
| 9    | Rolf Minhoff       | Yamaha        | +1' 41" 2 | 2    |
| 10   | Alex George        | Yamaha        | +2' 10" 8 | 1    |
| 11   | Bob Coulter        | Yamaha        |           |      |
| 12   | Børge Nielsen      | Yamaha        |           |      |
| 13   | Kjell Solberg      | Yamaha        |           |      |
| 14   | Istvan Holmar      | Yamaha        |           |      |
| 15   | Peter Baláž        | Yamaha        |           |      |
| 16   | Marijan Kosic      | Yamaha        |           |      |
| 17   | Ivan Mahjer        | Yamaha        |           |      |
| Ret  | Tapio Virtanen     | MZ            | Ret       |      |
| Ret  | Víctor Palomo      | SMAC-Yamaha   | Ret       |      |
| Ret  | Bruno Kneubühler   | Yamaha        | Ret       |      |
| Ret  | John Dodds         | Yamaha        | Ret       |      |
| Ret  | Pentti Korhonen    | MZ            | Ret       |      |
| Ret  | Paolo Tordi        | Yamaha        | Ret       |      |

## Resultados 125cc
En 125 cc., el alemán Dieter Braun cerraba una prodigioso fin de semana con otra victoria, en esta ocasión en el octavo de litro. es la única victoria del alemán en la única carrera que disputó en esta categoría.
| Pos. | Piloto              | Moto       | Tiempo    | Pts. |
| ---- | ------------------- | ---------- | --------- | ---- |
| 1    | Dieter Braun        | Morbidelli | 41' 56" 0 | 15   |
| 2    | Pierluigi Conforti  | Morbidelli | +18" 1    | 12   |
| 3    | Eugenio Lazzarini   | Piovaticci | +1' 02" 9 | 10   |
| 4    | Kent Andersson      | Yamaha     | +1' 47" 9 | 8    |
| 5    | Harald Bartol       | Suzuki     | +1' 50" 7 | 6    |
| 6    | Leif Gustafsson     | Yamaha     | +1 Vuelta | 5    |
| 7    | Cees van Dongen     | Yamaha     | +1 Vuelta | 4    |
| 8    | Matti Kinnunen      | Maico      | +1 Vuelta | 3    |
| 9    | Thierry Tchernine   | Yamaha     | +1 Vuelta | 2    |
| 10   | Hans-Jürgen Hummel  | Yamaha     | +1 Vuelta | 1    |
| 11   | Ulrich Graf         | Yamaha     |           |      |
| 12   | Bob Coulter         | Yamaha     |           |      |
| 13   | Luigi Rinuado       | Malanca    |           |      |
| 14   | Benjamin Laurent    | 3B         |           |      |
| 15   | Boris Bajic         | Maico      |           |      |
| 16   | Branko Jelavic      | Eigenbau   |           |      |
| Ret  | Bruno Kneubühler    | Yamaha     | Ret       |      |
| Ret  | Henk van Kessel     | AGV-Condor | Ret       |      |
| Ret  | Pentti Salonen      | Yamaha     | Ret       |      |
| Ret  | Claudio Lusuardi    | Derbi      | Ret       |      |
| Ret  | Per-Edvard Carlsson | Maico      | Ret       |      |

## Resultados 50cc
En 50 cc, quinta victoria del español Ángel Nieto, que consolida aún más su título Mundial. El zamorano no perdió pista al italiano Eugenio Lazzarini, que dominaba tranquilamente la carrera hasta que su Piovaticci desfalleció y tuvo que abandonar.
| Pos. | Piloto             | Moto       | Tiempo    | Pts. |
| ---- | ------------------ | ---------- | --------- | ---- |
| 1    | Ángel Nieto        | Kreidler   | 41' 50" 2 | 15   |
| 2    | Rudolf Kunz        | Kreidler   | +37" 4    | 12   |
| 3    | Aldo Pero          | Kreidler   | +44" 0    | 10   |
| 4    | Claudio Lusuardi   | Derbi      | +1' 07" 5 | 8    |
| 5    | Stefan Dörflinger  | Kreidler   | +1' 13" 1 | 6    |
| 6    | Gerhard Thurow     | Kreidler   | +2' 10" 7 | 5    |
| 7    | Wilhelm Werner     | Kreidler   | +2' 38" 6 | 4    |
| 8    | Hans-Jürgen Hummel | Kreidler   | +2' 43" 7 | 3    |
| 9    | Ulrich Graf        | Kreidler   |           | 2    |
| 10   | Henk van Kessel    | Kreidler   |           | 1    |
| 11   | Ramon Gali         | Derbi      |           |      |
| 12   | Carlo Guerrini     | Ringhini   |           |      |
| 13   | Patrick Dewulf     | Kreidler   |           |      |
| 14   | Adrijan Bernetic   | Tomos      |           |      |
| 15   | Josef Kullmer      | Derbi      |           |      |
| 16   | Otto Machinek      | Kreidler   |           |      |
| 17   | Boja Miklos        | Tomos      |           |      |
| 18   | Boris Marusa       | Kreidler   |           |      |
| Ret  | Eugenio Lazzarini  | Piovaticci | Ret       |      |
| Ret  | Cees van Dongen    | Kreidler   | Ret       |      |
| Ret  | Nico Polane        | Kreidler   | Ret       |      |
| Ret  | Rolf Blatter       | Kreidler   | Ret       |      |
| Ret  | Herbert Rittberger | Kreidler   | Ret       |      |